# Marie Dentière

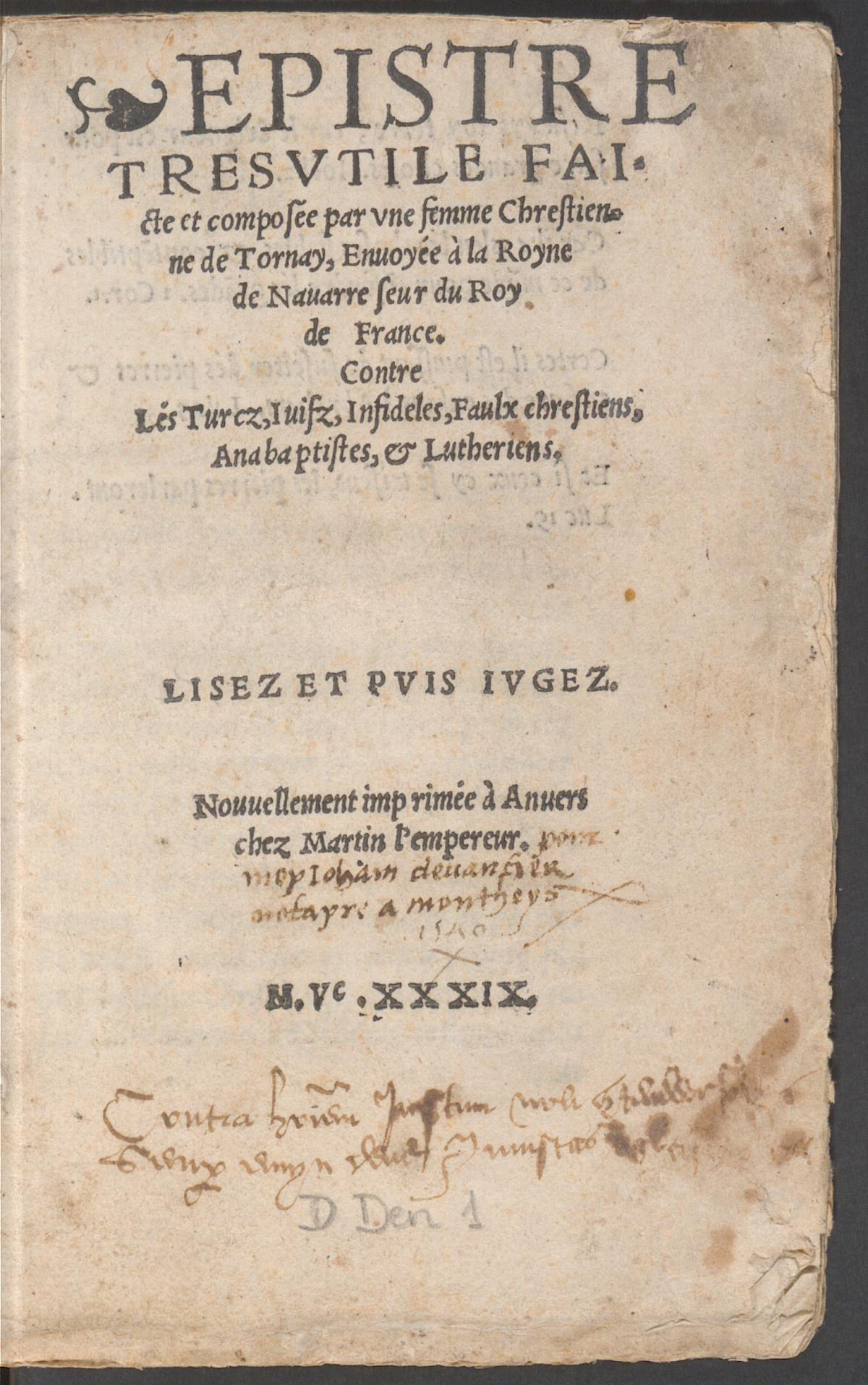
Épître très utile

Marie Dentière (vagy d’Ennetières) (Tournai, 1495. – Genf, 1561.) protestáns világi teológusnő, reformáció-történész, filozófus és író. Kálvin János kortársa.

## Élete
Kisnemesi családban született. Ágoston-rendi apáca, és Tournai mellett, a Prés-Porchini kolostor perjelnője volt 1521 és 1524 között. Luther tételeinek hatására elhagyta a kolostort, és Strasbourgba ment. Férjhez ment Simon Robert egykori katolikus paphoz. A svájci Vaud kantonba költöztek, ahol férje Aigle-ben lelkipásztor volt haláláig, 1533-ig. 
A megözvegyült Marie Antoine Froment-nal kötött házasságot, és 1535-ben követte férjét Genfbe. Froment prédikátor volt, Guillaume Farel társa. Marie részt vállalt a reformáció  terjesztésében. Az új hit örömteli üzenetéről prédikált, a helyi apácarendek tagjait arra szólította fel, hogy hagyják el a kolostort, menjenek férjhez és szüljenek gyermekeket. Működése éles ellentétben állt Pál apostolnak azzal az intésével, hogy „az asszonyok hallgassanak a gyülekezetekben” (1. Kor. 14, 34). Marie, Luther tanítására, a megkeresztelt hívők egyetemes papságára hivatkozva követelte, hogy a nők is prédikálhassanak. 

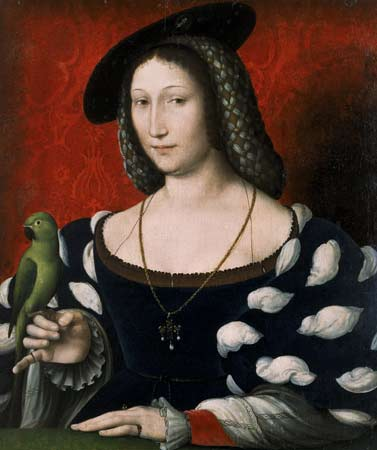
Angoulême-i Margit navarrai királyné, Marie Dentière protektora

Angoulême-i Margit navarrai királynénak ajánlott Epistre tres utile (Épître très utile) rövid teológiai írásának az volt célja, hogy a nők szerepét felértékelje az egyházon belül. 1539-ben nyomtatták ki. Álláspontja közel állt a genfi egyház Kálvin előtti doktrínájához, melyet a meaux-i kör befolyásolt, s amelynek első férje is tagja volt. Értekezésének kiinduló pontja a hívők egyetemes papsága. A hagyományokkal szemben a Bibliát tekinti a teológia dogmatikai normáinak egyetlen forrásának. A nők szerepének felértékelését kéri, hiszen a férfiakhoz hasonlóan ők is képesek értelmezni a szent szövegeket. Művét radikális feminista megnyilvánulásnak tekintették, Genf város tanácsa elkobozta az írás szinte valamennyi példányát, a nyomdász-kiadót bebörtönözték, és ezzel kezdetét vette a cenzúra a protestáns Genfben. Marie-t hallgatásra kényszerítették. 
A La guerre et deslivrance de la ville de Genesve (1536) című írása a református Genfben kiadott első történelmi mű. A reformáció hivatalos elfogadása előtti harminc év történéseivel foglalkozik. A leírt időszakban Genf és II. Filibert savoyai herceg között  feszült volt a kapcsolat, Guillaume Farel Genfbe érkezése után a teológiai viták egyre hevesebbé váltak. Végül a reformációhoz csatlakozott Genf városa. 
A L’abécédaire ou grammaire élémentaire en français írása alapfokú francia nyelvtan. Ez a legelső francia nyelven írt nyelvtan, mert azelőtt latinul írták.
Előszót írt az nők ruházkodásáról Kálvin prédikációjához, amely 1561-ben jelent meg.    
Érdemeinek késői elismerése volt, amikor neve 2002 novemberében felkerült a reformáció emlékműve  közelében felállított Zwingli-sztélére.